# Аустралазија на Летњим олимпијским играма 1912.
Аустралазија је на Олимпијским играма у Стокхолму 1912. учествовала други и последњи пут под овим именом. У делегацији је било 25 спортиста (23 мушкарца и 2 жене) који су се такмичили у 17 дисциплина у 4 појединачна спорта. Жене су учествовале први пут и обе су освојиле медаље. 
На свечаној церемонији осварања заставу Аустралазије носио је пливач Малком Чемпион
Аустралазијски олимпијски тим је заузео 12. место у укупном пласману, са укупно 7 освојених медаља, од чега 2 златне, 2 сребрне и 4 бронзане.

## Учесници по спортовима
| Спорт     | Мушкарци | Жене | Укупно |
| --------- | -------- | ---- | ------ |
| Атлетика  | 5        | 0    | 5      |
| Веслање   | 10       | 0    | 10     |
| Пливање   | 7        | 2    | 9      |
| Тенис     | 1        | 0    | 1      |
| Укупно(4) | 23       | 2    | 25     |

## Освајачи медаља

### Злато
- Фани Дирак — пливање, 100 м слободно Ж
- Лес Бордман,
 Малком Чемпион, 
Сесил Хили 
 Харолд Хардвик — пливање, штафета 4 х 200 м М

### Сребро
- Мина Вајли — пливање, 100 м слободно Ж
- Сесил Хили - пливање, 100 м слободни М

### Бронза
- Ентони Вајлдинг — тенис, појединачно М
- Харолд Хардвик — пливање, 400 метара слободно
- Харолд Хардвик — пливање, 1.500 метара слободно

## Резултати по дисциплинама

### Атлетика
Мушкарци
| Атлетичар       | Дисциплина      | Група             | Група             | Полуфинале        | Полуфинале        | Финале            | Финале  | Детаљи |
| Атлетичар       | Дисциплина      | Резултат          | Место             | Резултат          | Место             | Резултат          | Место   | Детаљи |
| --------------- | --------------- | ----------------- | ----------------- | ----------------- | ----------------- | ----------------- | ------- | ------ |
| Вилијам Стјуарт | 100 м           | 11,0              | 1. у гр. 7 КВ     | РН                | 3. у пф. 4        | Није се пласирао  | = 13/70 |        |
| Вилијам Стјуарт | 200 м           | 26                | 1. у гр. 16 КВ    | Није завршио трку | Није завршио трку | Није се пласирао  | БП      |        |
| Клод Рос        | 400 м           | Није завршио трку | Није завршио трку | Није се пласирао  | Није се пласирао  | Није се пласирао  | БП      |        |
| Џорџ Хил        | 5.000 м         | 15:56,8           | 4 у гр. 1         |                   |                   | Није се пласирао  | 16 /31  |        |
| Џорџ Хил        | 10.000 м        | Није завршио трку | Није завршио трку |                   |                   | Није се пласирао  | БП      |        |
| Stuart Poulter  | маратон         |                   |                   |                   |                   | Није завршио трку | БП      |        |
| Вилијам Мари    | 10.000 м ходање | Дисквалификован   | Дисквалификован   |                   |                   | Није се пласирао  | БП      |        |

### Веслање
У трци осмераца такмичили су се под именом Сиднејски веслачки клуб.

#### Мушкарци
| Веслач | Дисциплина | Група           | Група           | Четвртфинале     | Четвртфинале     | Полуфинале       | Полуфинале       | Финале           | Финале  | Детаљи |
| Веслач | Дисциплина | Време           | Место           | Време            | Место            | Време            | Место            | Време            | Место   | Детаљи |
| --- | ---------- | --------------- | --------------- | ---------------- | ---------------- | ---------------- | ---------------- | ---------------- | ------- | ------ |
| Сесил Меквили | скиф       | Дисквалификован | Дисквалификован | Није се пласирао | Није се пласирао | Није се пласирао | Није се пласирао | Није се пласирао | БП      |        |
| John Ryrie Симон Фрејзер Хју Ворд Томас Паркер Henry Hauenstein Сиднеј Мидлтон Хари Рос-Боден Roger Fitzhardinge Robert Waley (кор) | осмерац    | 6:57,0          | 2. у гр. 2 КВ   | РН               | 2. у чф. 3       | Није се пласирао | Није се пласирао | Није се пласирао | =4 / 11 |        |

### Пливање
Девет пливача такмичило се за Аустралазију на Иргама 1912. Завршили са шест медаља, по две од сваке боје, 2 светска и 5 олимпијских рекорда.
Фани Дурак и Мина Вајли, једине две жене које су пливале за Аустралазију, завршиле су као прва и друга на 100 метара сободним стилом. Дурак је поставила нови светски и олимпијски рекорд у четвртфиналу, који су опстали  до краја такмичења.
Златну медаљу освојила је и мушка штафета 4 х 200 м слободно резултатом 10:14,0 којим је оборен светски и олимпијски рекорд, чиме је стари рекорд од 10:26,4 порављен 12,4 секунде брже у другом полуфиналу, а затим за још додатних 2,8 секунди у финалу.
Харолд Хардвик и Сесил Хили  у претакмичењу су сваки у својој групи на кратко оборили олимпијски рекорд у трци на 400 метара слободно који су касније оборени, а они су завршоли  на трећем и четвртом месту у финалу. Хардвик је освојио још једну бронзану медаљу на 1.500 м слободно, док је Хили био сребрни на 100 м слободно.

#### Мушкарци
| Пливач                                                     | Дисциплина               | Група             | Група             | Четвртфинале     | Четвртфинале     | Полуфинале        | Полуфинале       | Финале           | Финале  | Детаљи |
| Пливач                                                     | Дисциплина               | Време             | Пласман           | Време            | Пласман          | Време             | Пласман          | Време            | Пласман | Детаљи |
| ---------------------------------------------------------- | ------------------------ | ----------------- | ----------------- | ---------------- | ---------------- | ----------------- | ---------------- | ---------------- | ------- | ------ |
| Сесил Хили                                                 | 100 м слободно           | 1:05,2            | 2. у гр. 4 КВ     | 1:04.8           | 3. у чф. 3 кв    | 1:05,6            | 1 у пф. 1        | 1:04,6           |         |        |
| Лес Бордман                                                | 100 м слободно           | 1:06,0            | 1. у гр. 3 КВ     | 1:05,4           | 4. чф. 3         | Није се пласирао  | Није се пласирао | Није се пласирао | 7/34    |        |
| Харолд Хардвик                                             | 100 м слободно           | 1:05,8            | 1. у гр. 6 КВ     | 1:06,0           | 3. у чф. 1       | Није се пласирао  | Није се пласирао | Није се пласирао | 8/34    |        |
| Бил Лонгворт                                               | 100 м слободно           | 1:05,2            | 2. у гр. 5 КВ     | 1:05,2           | 2. у гр. 1 КВ    | 1:06,2            | 3. у пф. 1       | Није се пласирао | 6/34    |        |
| Тео Тертаковер                                             | 100 м слободно           | 1:12,2            | 3 у гр. 2         | Није се пласирао | Није се пласирао | Није се пласирао  | Није се пласирао | Није се пласирао | =6/34   |        |
| Сесил Хили²                                                | 400 м слободно           | 5:34,0 ОР         | 1. у гр. 5 КВ     |                  |                  | 5:37,8            | 3 у пф. 2 кв     | 5:37.8           | 4 / 26  |        |
| Тео Тертаковер²                                            | 400 м слободно           | Није завршио трку | Није завршио трку | Није се пласирао | Није се пласирао | Није се пласирао  | БП               |                  |         |        |
| Харолд Хардвик²                                            | 400 м слободно           | 5:36,0 ОР         | 1. у гр. 1 КВ     | 5:31,0           | 1. у пф. 2 КВ    | 5:31,2            |                  |                  |         |        |
| Малком Чемпион                                             | 400 м слободно           | 5:37,0            | 2. у гр. 1 КВ     | 5:38,0           | 4. у пф 2'       | Није се пласирао  | 8/26             | [ мртва веза ]   |         |        |
| Харолд Хардвик²                                            | 1.500 м слободно         | 23:23,2           | 1. у гр. 5 КВ     | 23:14.0          | 3 у пф. 2 кв     | 23:15,4           |                  |                  |         |        |
| Малком Чемпион²                                            | 1.500 м слободно         | 23:34.0           | 2. у гр. 1 КВ     | 23:24.2          | 2. у пф. 2 КВ    | Није завршио трку | БП               |                  |         |        |
| Бил Лонгворт²                                              | 1.500 м слободно         | 23:03,6           | 2. у гр. 3 КВ     | Није стартовао   | Није стартовао   | Није стартовао    | БП               |                  |         |        |
| Френк Шрајвер                                              | 200 м прсно              | 3:24,0            | 4 у гр. 1         | Није се пласирао | Није се пласирао | Није се пласирао  | 16 /24           |                  |         |        |
| Френк Шрајвер                                              | 400 м прсно              | 7:07,8            | 4. у гр. 3        | Није се пласирао | Није се пласирао | Није се пласирао  | 8/17             |                  |         |        |
| Лес Бордман², Малком Чемпион², Сесил Хили² Харолд Хардвик² | штафета 4х200 м слободно | 10:14,0 СР        | 1 у гр. 2         |                  |                  |                   |                  | 10:11,2 СР       |         |        |

- Број уз име означава да се такмичио у више дисциплина

#### Жене
| Пливач     | Дисциплина     | Четвртфинале | Четвртфинале | Полуфинале | Полуфинале    | Финале | Финале  | Детаљи |
| Пливач     | Дисциплина     | Време        | Пласман      | Време      | Пласман       | Време  | Пласман | Детаљи |
| ---------- | -------------- | ------------ | ------------ | ---------- | ------------- | ------ | ------- | ------ |
| Фани Дирак | 100 м слободно | 1:19,8 СР    | 1 у гр. 4 КВ | 1:20,2     | 1 у пф. 1 КВ  | 1:22,2 |         |        |
| Мина Вајли | 100 м слободно | 1:26,8       | 1 у гр. 3 КВ | 1:27,0     | 1. у пф. 2 КВ | 1:25,4 |         |        |

### Тенис
| Тенисер         | Дисциплина                      | 1. коло                                   | 2. коло                                | Четвртфинале                                        | Полуфинале                                             | Финале                                              | Детаљи |
| Тенисер         | Дисциплина                      | Противник Резултат                        | Противник Резултат                     | Противник Резултат                                  | Противник Резултат                                     | Противник Резултат                                  | Детаљи |
| --------------- | ------------------------------- | ----------------------------------------- | -------------------------------------- | --------------------------------------------------- | ------------------------------------------------------ | --------------------------------------------------- | ------ |
| Ентони Вајлдинг | Мушкарции појединачно у дворани | Сиверстропе Шведска · Поб – 6:0, 6:1, 6:1 | Гренфорс Шведска · Поб – 6:3, 6:3, 6:3 | Каридија Уједињено Краљевство · Поб – 6:1, 6:2, 6:2 | Диксон Уједињено Краљевство · Пор – 6:0, 4:6, 6:4, 6:4 | Лоу Уједињено Краљевство · Поб – 4:6, 6;2, 7:5, 6:0 |        |